# Houghton on the Hill
Houghton on the Hill is een civil parish in het bestuurlijke gebied Harborough, in het Engelse graafschap Leicestershire.